# Різдво в парку (Нова Зеландія)
Різдво в парку — це назва щорічних безплатних музичних концертів, які проводяться в містах Нової Зеландії під час різдвяного сезону. Дві найбільші заходи «Різдво в парку», які проводяться в Окленді та Крайстчерчі з 1994 року, спонсоруються компанією Coca-Cola. Вони збирають до 250 000  і 100 000  глядачів відповідно. Coca-Cola називає Оклендське Різдво в парку найбільшим безплатним щорічним заходом у Новій Зеландії. Загалом шість мільйонів новозеландців відвідали події в Окленді та Крайстчерчі з моменту їх заснування. Заходи включають музику, феєрверки та освітлення різдвяних ялинок. Кожен концерт щорічно збирає близько 100 000 доларів на благодійність.